# Laxizität
Als Laxizität, auch Bandlockerung oder Bandinsuffizienz genannt, bezeichnet man in der Orthopädie eine stärkere Lockerheit der Bänder, die damit auch zu einer verstärkten Instabilität oder Hypermobilität der von ihnen gestützten Gelenke führt.

## Namensherkunft
Der Begriff leitet sich von lateinisch laxitas ‚Geräumigkeit, Weite, Schlaffheit‘ ab. Mitunter liest man auch die Falschschreibung Laxität. Richtig ist aber Laxizität, denn der Begriff wird vom Substantiv Nominativ laxitas, Genitiv laxitatis abgeleitet, nicht vom Adjektiv laxus ‚schlaff, locker, schlapp, lose, schlotterig‘ und auch nicht vom Verb laxare ‚lockern, lösen, schlaff machen, erweitern, ausdehnen‘.

## Ursachen
Eine Laxizität kann eine Normvariante ohne Krankheitswert darstellen (physiologische Laxizität). Sie kann durch verschiedene Sportarten (vor allem Gerätturnen) und Ballett verstärkt werden. Darüber hinaus kann sie nach einem Trauma oder wiederholten Mikrotraumen auftreten und führt dann zu Funktionseinschränkungen. Zudem kann eine Bandlockerung die Folge einer neurologischen Erkrankung sein oder von Erkrankungen des Bindegewebes wie dem Marfan-Syndrom, dem Ehlers-Danlos-Syndrom, dem Marshall-Syndrom oder dem Cohen-Syndrom ausgelöst werden.
Fehlen bei einer Hypermobilität Hinweise auf ein Ehlers-Danlos-Syndrom, so spricht man von einer Hypermobility Spectrum Disorder. In diese Gruppe gehören auch das Hypermobilitätssyndrom und das Hyperlaxizitätssyndrom.
Von der Instabilität abzugrenzen ist die Laxizität, welche als Normvariante nicht als pathologisch einzustufen ist. Hierbei handelt es sich um eine im Vergleich zur Normalbevölkerung vermehrte Beweglichkeit und Translation des Oberarmkopfs im Verhältnis zur Pfanne. Häufig findet sich diese Laxizität auch an anderen Gelenken des Patienten, das heißt, mehrere Gelenke des Körpers sind unter Umständen überstreckbar. Solange keine Symptome bestehen, liegt kein Krankheitswert vor, es liegt also lediglich eine Laxizität vor. Streng von der Laxizität abzugrenzen ist die Instabilität, die auf dem Boden einer vermehrten Translationsfähigkeit zwischen Oberarmkopf und Glenoid Symptome verursacht. Diese Symptome können eine Subluxation oder eine Luxation sein.
Nach dem Schweregrad der Bandverletzung unterscheidet man:
- Bänderdehnung
- Teilruptur
- Bänderriss